# Yuriko Handa
Yuriko Handa, född 31 mars 1940 i Tochigi, är en japansk före detta volleybollspelare.
Handa blev olympisk guldmedaljör i volleyboll vid sommarspelen 1964 i Tokyo.